# Новоселач, Елена
Елена Новоселач (серб. Jelena Novoselač) – сербская биатлонистка и триатлонистка.

## Карьера
Международный дебют в биатлоне состоялся на этапе Кубка IBU в итальянской Валь-Риданне, где она не финишировала в индивидуальной гонке.
На чемпионате Европы 2012 года в словацком Осрблье она также не смогла финишировать ни в индивидуальной гонке, ни в спринте.
Лучшим результатом, показанным в Кубке IBU, является 56-е место в спринте  в сезоне 2012/2013 на этапе в российском Острове.